# Алта Вале Интелви
А̀лта Ва̀ле Интѐлви (на италиански: Alta Valle Intelvi) е община в Северна Италия, провинция Комо, регион Ломбардия. Административен център е село Ланцо д'Интелви (Lanzo d'Intelvi), което е разположено на 907 m надморска височина. Населението на общината е 2958 души (към 2017 г.).
Общината е създадена в 1 януари 2017 г. Тя се състои от трите предшествуващи общини Ланцо д'Интелви, Пелио Интелви и Рампонио Верна, които сега са най-важните центрове на общината.